# 바나나큐
바나나큐(타갈로그어: bananaque, 영어: banana cue 버내너 큐[*]) 또는 시눌봇(타갈로그어: sinulbot)은 필리핀의 인기 있는 간식이자 길거리 음식이다. 바나나와 바비큐의 합성어로, 여기서 바비큐는 필리핀 영어에서는 사테와 비슷한 스타일로 조리한 고기를 뜻한다.

## 설명

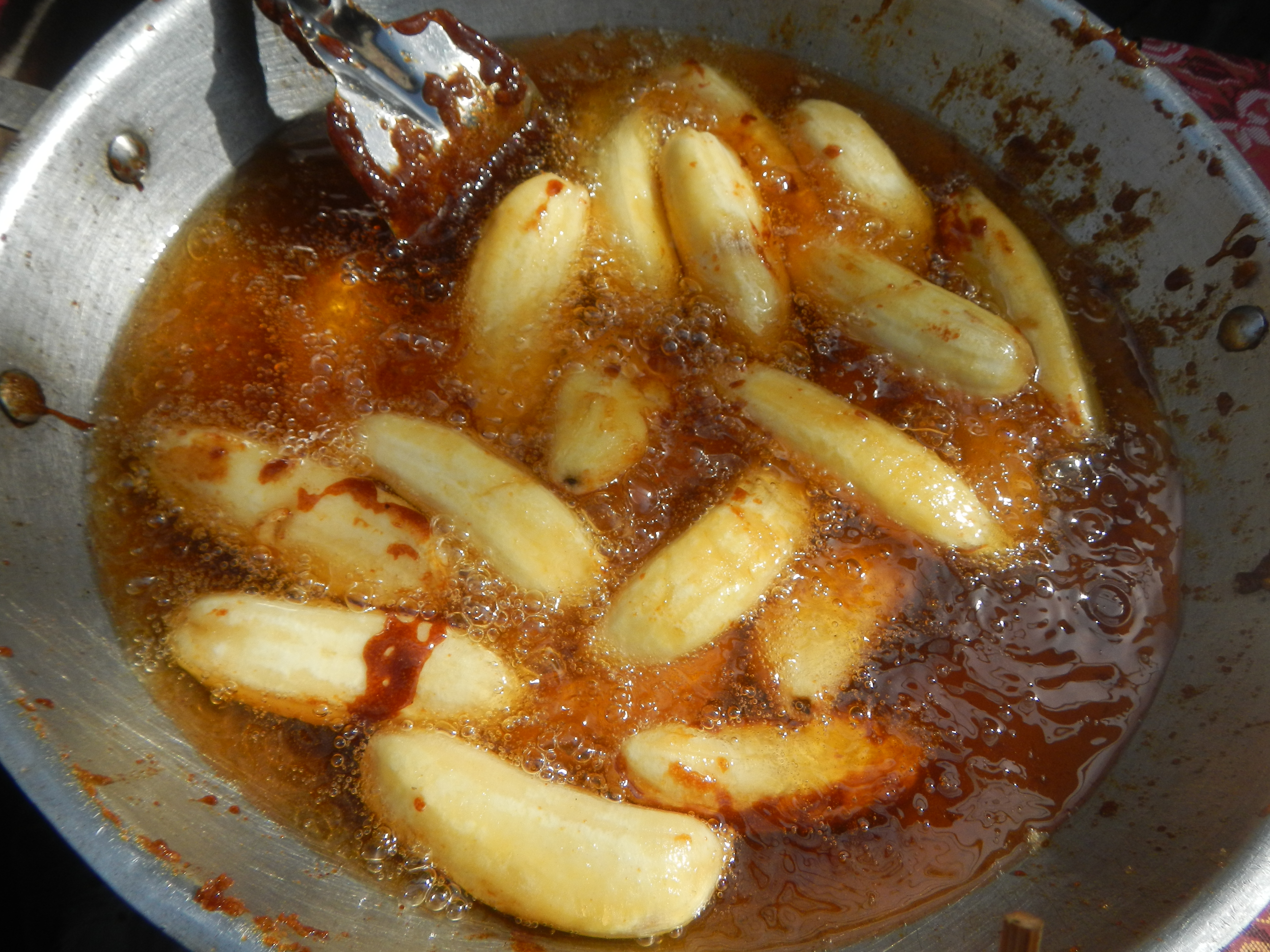
요리 중인 바나나큐

바나나큐는 튀긴 바나나에 캐러멜화된 갈색 설탕을 입혀서 만든다. 바나나큐를 만들 때 사용되는 바나나는 필리핀 요리에 매우 흔히 사용되는 사바 바나나이다. 주로 대나무 꼬치에 꿰어 길거리에서 판매된다. 바나나를 활용한 또 다른 필리핀 길거리 음식인 기낭강은 바나나를 꼬치에 꽂은 채로 요리하지만 바나나큐는 먹기 편리하도록 꼬치에 꽂는 것일 뿐, 꼬치에 꽂은 상태로 요리하는 것은 아니다.

## 같이 보기
- 카모테큐